# Boris Blacher

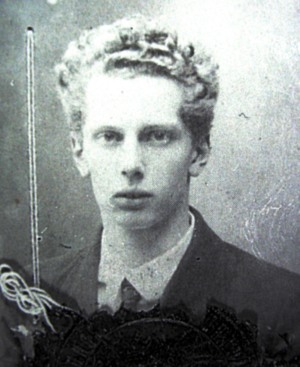
Blacher på passfoto 1922

Boris Blacher, född den 19 januari 1903 i Newchwang i Kina, död den 30 januari 1975 i Berlin, var en tysk kompositör av estnisk-tysk härkomst.

## Biografi
Blacher föddes när hans föräldrar bodde i ett ryskspråkigt område i staden Newchwang (därav hans födelsedatering enligt den julianska kalendern). Han tillbringade sina första år i Kina och den asiatiska delen av Ryssland, och 1919 kom han slutligen att bosätta sig i Harbin.
År 1922 flyttade han, efter avslutad skolgång, till Berlin där han började studera arkitektur och matematik. Två år senare övergick han till musiken och studerade komposition under Friedrich Ernst Koch. Hans karriär avbröts dock av nazismen, då han anklagades för att skriva degenererad musik och förlorade sin lärarplats vid Dresdens konservatorium.
Han återupptog karriären efter 1945 och blev 1953 direktör vid Musikhögskolan i Berlin och anses som en av de mest inflytelserika musikerna under sin tid. Till hans studenter kan räknas Aribert Reimann, Isang Yun, Maki Ishii, Fritz Geißler, Giselher Klebe, Heimo Erbse, Klaus Huber, Francis Burt, Gottfried von Einem, Karl Rucht, and Richard Wernick.
Blacher var gift med pianisten Gerty Blacher-Herzog. De hade fyra barn bland vilka fanns den tyska aktrisen Tatjana Blacher och den internationellt kända violinisten Kolja Blacher. Han avled i Berlin vid 72 års ålder.

## Kompositioner
Bland Blachers arbeten kan nämnas:
- flera operor, bland andra den elektroniska Zwischenfälle bei einer Notlandung (1965)
- Stråktrio – Tre studier över judiska folkvisor (1931)
- Concertante Musik för orkester (1937)
- Symfoni (1938)
- Stråkkvartett nr 2 (1940)
- Variationer på 24 Caprice av Paganini (1947)
- Violinkonsert (1948)
- Hamlet (1949) – Balett i en prolog och tre scener efter Shakespeare av Tatjana Gsovsky
- Preußisches Märchen (1949/52) – Balettopera i fem scener
- Lysistrata (1950) – Balett i tre scener efter Aristophanes
- Pianokonsert nr 2 (i variabla takter) (1952)
- Violakonsert op. 48 (1954)
- Der Mohr von Venedig (1955) – Balett i en prolog, åtta scener och en epilog efter Shakespeare av Erika Hanka
- Orkesterfantasi op. 51 1956
- Cellokonsert (1964)
- Tristan (1965) – Balett i sju scener av Tatjana Gsovsky
- Anacaona (1969) – Sex dikter av Lord Tennyson om den indiska drottningen Anacaona
- Dikter för stor orkester (1974) – Dedicerat till Tatjana Gsovsky
- Variationer över ett tema från Tjajkovskij ("Rokoko-Variationen") (1974), för cello och piano.